# Cella Dati
Cella Dati é uma comuna italiana da região da Lombardia, província de Cremona, com cerca de 584 habitantes. Estende-se por uma área de 19 km², tendo uma densidade populacional de 31 hab/km². Faz fronteira com Cingia de' Botti, Derovere, Motta Baluffi, Pieve San Giacomo, San Daniele Po, Sospiro.

## Demografia
| Variação demográfica do município entre 1861 e 2011                               |
|                                                                                   |
| Fonte: Istituto Nazionale di Statistica (ISTAT) - Elaboração gráfica da Wikipedia |